# Пеницилл простейший
Пеници́лл (пеници́ллий) просте́йший (лат. Penicíllium simplicíssimum) — вид несовершенных грибов (телеоморфная стадия неизвестна), относящийся к роду Пеницилл (Penicillium).
Входит в группу трудно отличимых видов секции Lanata-divaricata, различающихся главным образом морфологией спор.

## Описание
Колонии на агаре Чапека бархатистые, белые, затем обильно спороносящие в бледно-голубовато-зелёных тонах. Реверс неокрашенный или желтоватый. Иногда образуются капли экссудата. На CYA колонии достигают диаметра 4—5 см за 7 дней, радиально складчатые, с белым, реже бежевым мицелием. Спороношение от очень слабо выраженного до среднеобильного, в серо-зелёных или тускло-зелёных тонах. Реверс обычно светлый. На агаре с солодовым экстрактом (MEA) колонии с белым мицелием, среднеобильно или обильно спороносящие, с неокрашенным реверсом.
Конидиеносцы почти исключительно двухъярусные, грубозернисто-шероховатые, 200—800 мкм длиной (если отходят от воздушного мицелия, то намного более короткие), на верхушке с пучком из 2—4 неравных метул 10—22 мкм длиной. Фиалиды фляговидные, с узкой, довольно длинной шейкой, 7—9 мкм длиной. Конидии почти шаровидные или широкоэллиптические, гладкостенные, в среднем 3,4 × 3 мкм.

### Отличия от близких видов
Определяется по быстрорастущим колониям с бледным спороношением, имеющим бледный реверс на MEA, а также по грубозернистым ножкам конидиеносцев, довольно редко образующим дополнительные веточки, и гладкостенным почти шаровидным конидиям.
Penicillium ochrochloron отличается гладкими или несколько шероховатыми эллипсоидальными конидиями с остроконечием, в среднем 4 × 2,6 мкм. Penicillium piscarium отличается грубо, но необильно шероховатыми конидиеносцами и шаровидными шиповатыми спорами 3—3,8 мкм в диаметре.

## Экология и значение
Повсеместно распространённый почвенный и растительно-сапротрофный гриб, изредка выделяемый в качестве загрязнителя с самых разнообразных субстратов.
Продуцент ряда нейротоксичных веществ.

## Таксономия
Penicillium simplicissimum (Oudem.) Thom, The Penicillia 335 (1930). — Spicaria simplicissima Oudem., Ned. Kruidk. Arch. 2 (3): 763 (1903).